# Гуанцзун
Гуанцзу́н (кит. упр. 广宗, пиньинь Guǎngzōng) — уезд городского округа Синтай провинции Хэбэй (КНР). Уезд назван по существовавшему в древности по соседству (на территории уезда Вэйсянь) княжеству.

## История
При империи Западная Хань эти места входили в состав уезда Танъян (堂阳县). При империи Восточная Хань из уезда Танъян был выделен уезд Цзинсянь (经县). При империи Северная Вэй в 441 году уезд Цзинсянь был присоединён к уезду Наньгун. В 486 году уезд Цзинсянь был вновь выделен из уезда Наньгун, а в 529 году западная часть уезда Цзинсянь была выделена в отдельный уезд Сицзин (西经县).
При империи Суй эти места вошли в состав уезда Пинсян. При империи Юань в 1255 году из уезда Пинсян был выделен уезд Гуанцзун. При империи Мин в 1377 году уезд Гуанцзун был разделён между уездами Пинсян и Цзюйлу, но в 1380 году был воссоздан.
В августе 1949 года был создан Специальный район Синтай (邢台专区), и уезд вошёл в его состав. В мае 1958 года Специальный район Синтай был расформирован, и уезды Жэньсянь, Наньхэ, Пинсян и Гуанцзун были присоединены к уезду Цзюйлу, который вошёл в состав Специального района Ханьдань (邯郸专区). В мае 1961 года Специальный район Синтай был создан вновь, и уезд Гуанцзун, выделенный из уезда Цзюйлу опять вошёл в его состав. В 1962 году из уезда Гуанцзун был выделен уезд Пинсян. В 1969 году Специальный район Синтай был переименован в Округ Синтай (邢台地区).
В 1993 году решением Госсовета КНР были расформированы округ Синтай и город Синтай, и образован Городской округ Синтай.

## Административное деление
Уезд Гуанцзун делится на 2 посёлка и 6 волостей.